# 叶世渠
叶世渠（1950年—），安徽天长人，汉族，中华人民共和国政治人物、全国人民代表大会安徽地区代表。
毕业于中央党校经济管理专业，加入中国共产党。担任安徽天大石油管材股份有限公司（已私有化）董事长，直至2016年12月9日退任。2008年起担任全国人大代表。2013年，被选为全国人大代表。